# Mordechai Spektor
Mordechai Spektor (auch: Mordechaj Spektor; * 5. Mai 1858 in Uman, Russisches Kaiserreich; † 15. März 1925 in New York) war Schriftsteller der jiddischen Sprache. Er lebte in St. Petersburg und Warschau und ab 1921 in den USA. Er war Erzähler, realistischer Schilderer des jüdischen Milieus und verfasste ca. 50 Romane und Erzählungen aus dem Leben der Arbeiter, Handwerker, Kleinkaufleute und der jüdischen Familie. Als sein Hauptwerk gilt Der jiddischer Muschik, „Der jüdische Bauer“, 1884.

## Leben und Werk
Mordechai Spektor erhielt eine streng religiöse Erziehung und begann früh zu schreiben. Sein erstes Werk Ein Roman ohne Namen sowie einige Feuilletons veröffentlichte er in Alexander Zederbaums Jiddischem Volksblatt (1883). Im Jahr darauf erschien sein zionistischer Roman Der jiddischer Muschik, der großen Erfolg hatte (3. Auflage Warschau 1921) und Spektor eine Berufung nach Sankt Petersburg als Mitredakteur des Volksblattes einbrachte, in welchem er eine Vielzahl von Feuilletons, Rezensionen, Reisebildern und Erzählungen veröffentlichte. In Petersburg heiratete er 1886 Beyle Friedberg, eine Tochter des hebräischen Schriftstellers Abraham Shalom Friedberg, die ihn bei seiner Arbeit unterstützte und später unter dem Pseudonym Isabella Arkadjewna Grinewskaja selbst als Autorin wirkte.
1887 ließ er sich in Warschau nieder und war Herausgeber des Hausfreunds (literarhistorische Sammelbände, fünf Bände von Spektor herausgegeben, 1887–1896, darin findet sich auch Spektors umfangreicher, unvollendeter historischer Roman Baal Shem Tov, eine innerhalb der Haskala-Literatur neuartige liebevoll-positive Schilderung der Anfänge des Chassidismus), der Yontef Bletlikh (seit 1894, gemeinsam mit Itzhok Lejb Perez, dem er zu ersten literarischen Erfolgen verhalf, und David Pinski) sowie der Vokhedige Bletlikh (Werktagsblätter). Seither war er Mitarbeiter einer großen Zahl jiddischer Zeitungen und Sammelbücher (Hilf zugunsten der Opfer des Pogroms in Kischinjow 1903, Fraind, Jid, im letzteren u. a. die Erzählungen Kalikes, A Streik vin Kapzunem, Brilen; Jiddische Volkszeitung einschl. der Frauenwelt, 1902–1903, zusammen mit Hurwitz; Moment, Tog, Weg, Die Zeit, Wilna, 1906; Freitag, Warschau, 1907; Unser Lebn, 1907–1909, zusammen mit Schoyel Hochberg; Die naje Welt, seit 1909, später vereinigt mit dem Warschauer Moment u. a.).
Bei Kriegsbeginn übersiedelte Mordechai Spektor nach Odessa. Ende 1920 verließ er mit seiner zweiten Frau, einer Schwester von David Pinski, Russland und reiste durch Europa, wo er überall unter der jüdischen Bevölkerung als ein großer Schriftsteller gefeiert wurde. Im Herbst 1921 kam er nach New York. Auch dort setzte er seine literarische und journalistische Tätigkeit unermüdlich fort, vor allem beim Jüdischen Tagblatt, worin er eine ganze Anzahl Erzählungen, Feuilletons und Reportagen veröffentlichte (Fun yener velt, Soydes, Der groisser Jachsen, Helden fun der tsayt, Yudishe studenten, Varblondzete, Aus dem Leben der in Klöster verschleppten jüdischen Mädchen, Dem Apikoires Wab).
In seinen letzten Lebensjahren erschienen seine Geschichten aus Brazlav sowie seine auch aus literarhistorischer Sicht wichtigen Memoiren (erneut veröffentlicht hebräisch: M. Spektor, Mein Leben, 3 Teile, Warschau 1928).
Mordechai Spektor war auch einer der ersten, der jüdische Sprichwörter sammelte und publizierte (später in Bernsteins Sammlung übernommen).
In den Jahren 1927 bis 1929 erschien eine 10-bändige Gesamtausgabe der Werke Spektors.